# 基拉法特运动

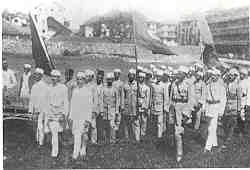
領導遊行的基拉法特運動人士。

基拉法特运动（Khilafat Movement，1919年—1924年）指主要由英属印度的穆斯林（见南亚伊斯兰教）发动的政治运动，旨在影响英国政府、保护第一次世界大战重建期间的奥斯曼帝国。
1918年10月，签署穆德洛斯停战协定，随即伊斯坦布尔被军事占领；1919年签署凡尔赛条约，由于奥斯曼帝国的去留哈里发的地位与变得更加明晰。1920年，色佛尔条约的签署后在瓜分奥斯曼帝国问题上出现了空前的团结，在有些地区，人们认为基拉法特运动是基于泛伊斯兰思想的正统派伊斯兰教，使得基拉法特运动深受鼓舞。
在印度，作为主要宗教运动的基拉法特运动，已成为影响广泛的印度独立运动的重要组成部分，因此成为1920年1月伦敦会议讨论的热点问题。然而后来演变为穆斯林对其他宗教发动“圣战”的暴力骚乱，也影响了二战後穆斯林要求独立建国的巴基斯坦运动。